# Deforestación en el Amazonas

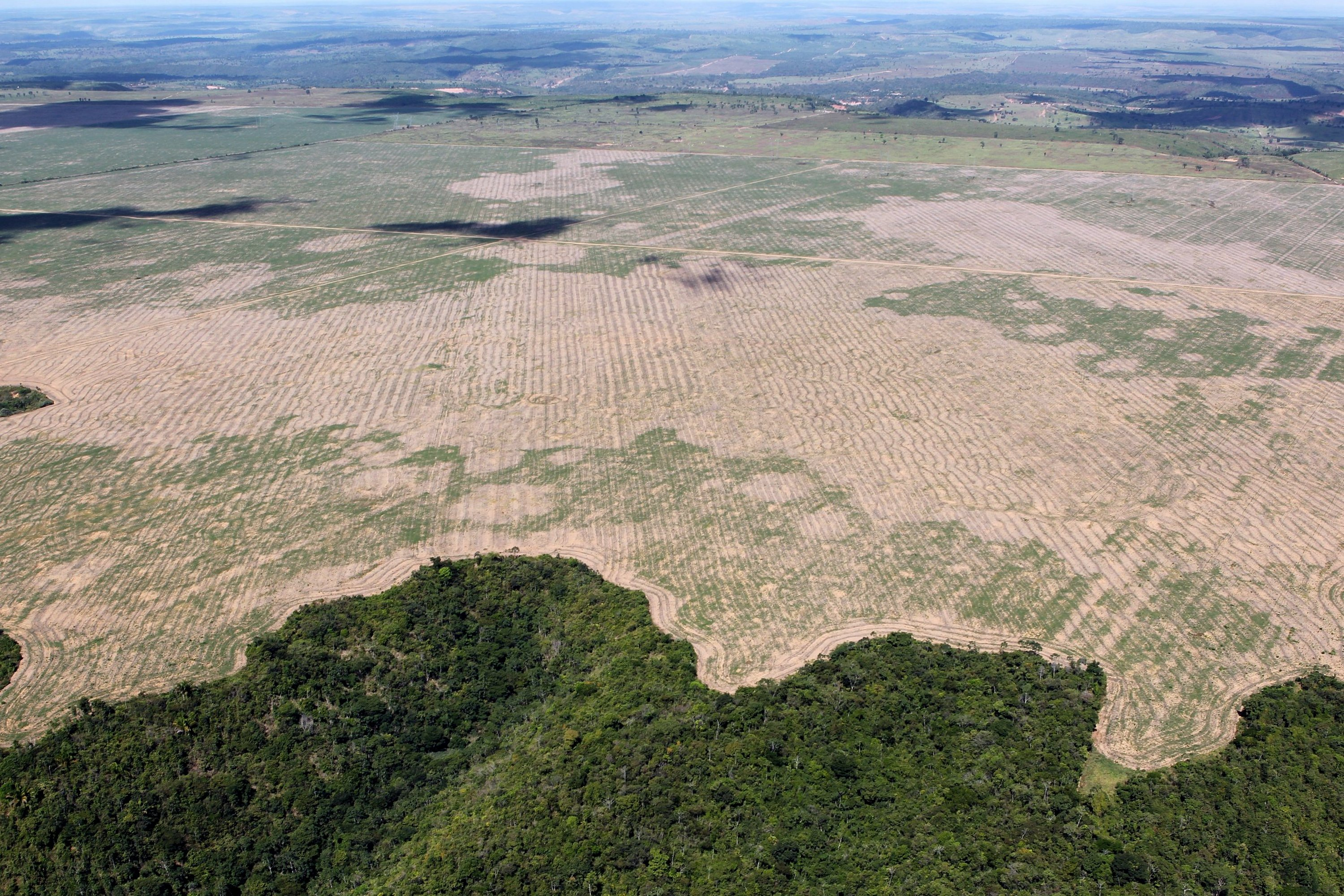
Deforestación de la Amazonia en Maranhão, Brasil, 2016

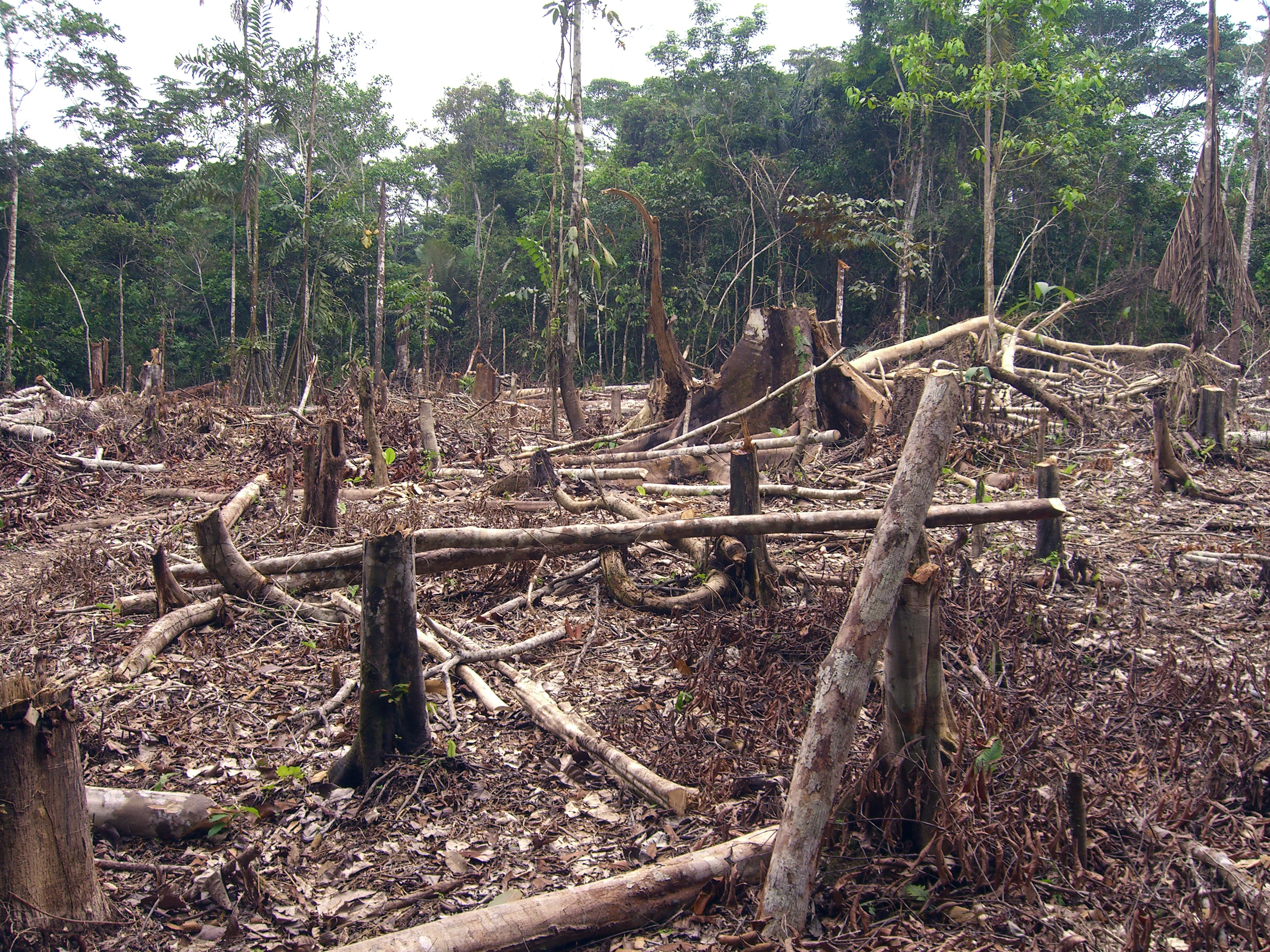
Deforestación en la Amazonia colombiana

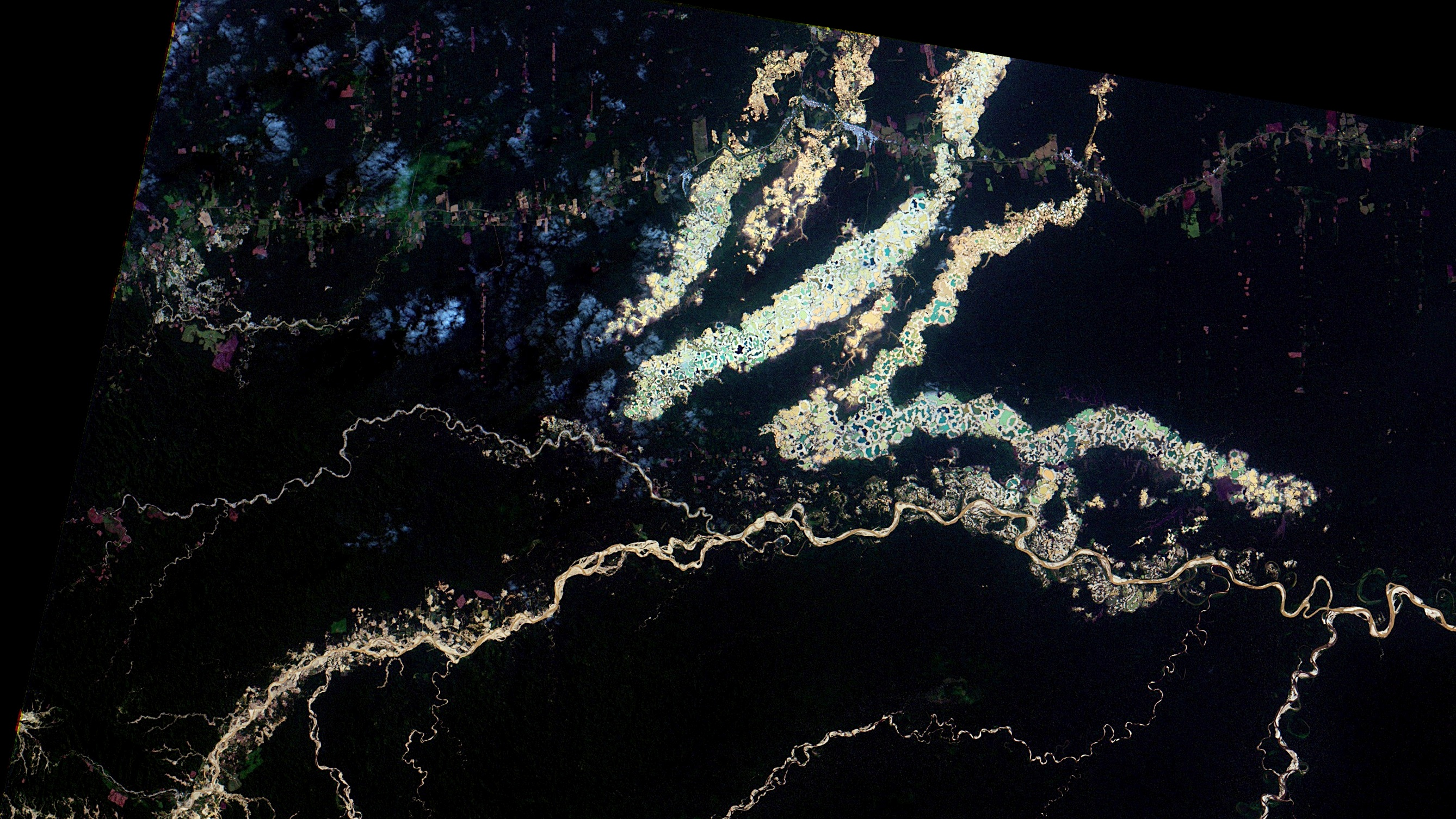
Minería ilegal de oro en Madre de Dios, Perú, 2019

La selva amazónica es la selva tropical más grande del mundo, con una superficie de 7.000.000 km². Representa más de la mitad de las selvas tropicales del planeta y comprende el tramo más grande y con mayor biodiversidad de la selva tropical en el mundo. Esta región incluye territorio perteneciente a nueve naciones. La mayor parte del bosque está contenido dentro de Brasil, con un 60%, seguido de Perú con un 13%, Colombia con un 10%, y con pequeñas cantidades en Venezuela, Ecuador, Bolivia, Guayana, Surinam y Francia (Guayana Francesa).
El sector ganadero de la Amazonía brasileña, incentivado por los comercios internacionales de carne y cuero, ha sido responsable de aproximadamente el 80% de toda la deforestación en la región, o aproximadamente el 14% de la deforestación anual total del mundo, lo que lo convierte en el mayor impulsor individual de deforestación del mundo. En 1995, el 70% de las tierras anteriormente boscosas en la Amazonía y el 91% de las tierras deforestadas desde 1970 se habían convertido para la ganadería. Gran parte de la deforestación restante en el Amazonas se debe a que los agricultores despejaron la tierra (a veces utilizando el método de tala y quema) para la agricultura de subsistencia a pequeña escala o tierras de cultivo mecanizadas que producen soja, palma y otros cultivos.
Más de un tercio de la selva amazónica pertenece a más de 3.344 territorios indígenas formalmente reconocidos. Hasta 2015, solo el 8% de la deforestación amazónica ocurría en bosques habitados por pueblos indígenas, mientras que el 88% ocurría en menos del 50% del área amazónica que no es territorio indígena ni área protegida. Históricamente, los medios de vida de los pueblos indígenas amazónicos han dependido del bosque para obtener alimentos, refugio, agua, fibra, combustible y medicinas. El bosque también está interconectado con su identidad y cosmología. Por esta razón, las tasas de deforestación son más bajas en los territorios indígenas, a pesar de las presiones que fomentan que la deforestación sea más fuerte. Muchos pueblos indígenas están siendo afectados por la deforestación en la Amazonía, ya que tienen sus hogares en la selva y viven de la tierra. La deforestación y los incendios intencionales ponen en peligro sus vidas.
Según los datos satelitales de 2018 compilados por un programa de monitoreo de deforestación llamado Prodes, la deforestación ha alcanzado su tasa más alta en una década. Aproximadamente 7.900 km² (3.050 millas cuadradas) de la selva tropical fueron destruidos entre agosto de 2017 y julio de 2018. La mayor parte de la deforestación ocurrió en los estados de Mato Grosso y Pará. De acuerdo con la BBC, el ministro de medio ambiente, Edson Duarte, dijo que la tala ilegal era la culpable, pero los críticos afirman que la expansión de la agricultura también está invadiendo la selva tropical. Los estudios científicos sugieren que en algún momento el bosque alcanzará un punto de inflexión, donde ya no podrá producir suficiente lluvia para sostenerse.

## Historia
En la era precolombina, partes de la selva amazónica eran regiones densamente pobladas con agricultura abierta. Después de la colonización europea en el siglo XVI debido a la búsqueda de oro y más tarde al auge del caucho, la selva amazónica fue despoblada debido al "intercambio colombino", que contagió a las poblaciones indígenas las enfermedades traídas por los europeos e impuso el sistema de esclavitud. La disminución de la población ocasionó que el bosque creciera.
Antes de la década de 1970, el acceso al interior del bosque era difícil debido a la ausencia de caminos, y excluyendo el claro parcial a lo largo de los ríos, el bosque permaneció intacto. La deforestación se aceleró enormemente después de la apertura de carreteras en lo profundo del bosque, como la carretera trans-amazónica en 1972.
En partes de la Amazonía, el suelo pobre hizo que la agricultura basada en plantaciones no fuera rentable. Durante la década de 1960, los colonos comenzaron a establecer granjas dentro del bosque. Su sistema agrícola se basaba en el cultivo de semillas y el método de tala y quema. Sin embargo, los colonos no pudieron manejar con éxito sus campos y cultivos debido a la pérdida de fertilidad del suelo y la invasión de malezas.
En áreas indígenas de la Amazonía peruana, como la cuenca del río Chambira de Urarina, los suelos son productivos por períodos de tiempo relativamente cortos, por lo que los horticultores indígenas de regiones como Urarina se mudan a nuevas áreas y limpian más y más tierras. La colonización amazónica en Perú estaba regida por la cría de ganado porque la ganadería requería poca mano de obra, generaba ganancias decentes y tierras de propiedad estatal para empresas privadas, sin límites de plazo en los derechos de propiedad. En Perú, se promovió la Ley 840 para cambiar las formas de explotación de la tierra. La ley fue promovida como una medida de "reforestación", pero los críticos afirmaron que la medida de privatización de hecho alentaría una mayor deforestación de la Amazonía, al mismo tiempo que entregaba los derechos de la nación sobre los recursos naturales a los inversores extranjeros y dejaba incierto el destino de los pueblos originarios del Perú, que generalmente no tienen el título formal de las tierras forestales en las que subsisten. La Ley 840 encontró resistencia generalizada y fue finalmente derogada por la legislatura peruana por ser inconstitucional.

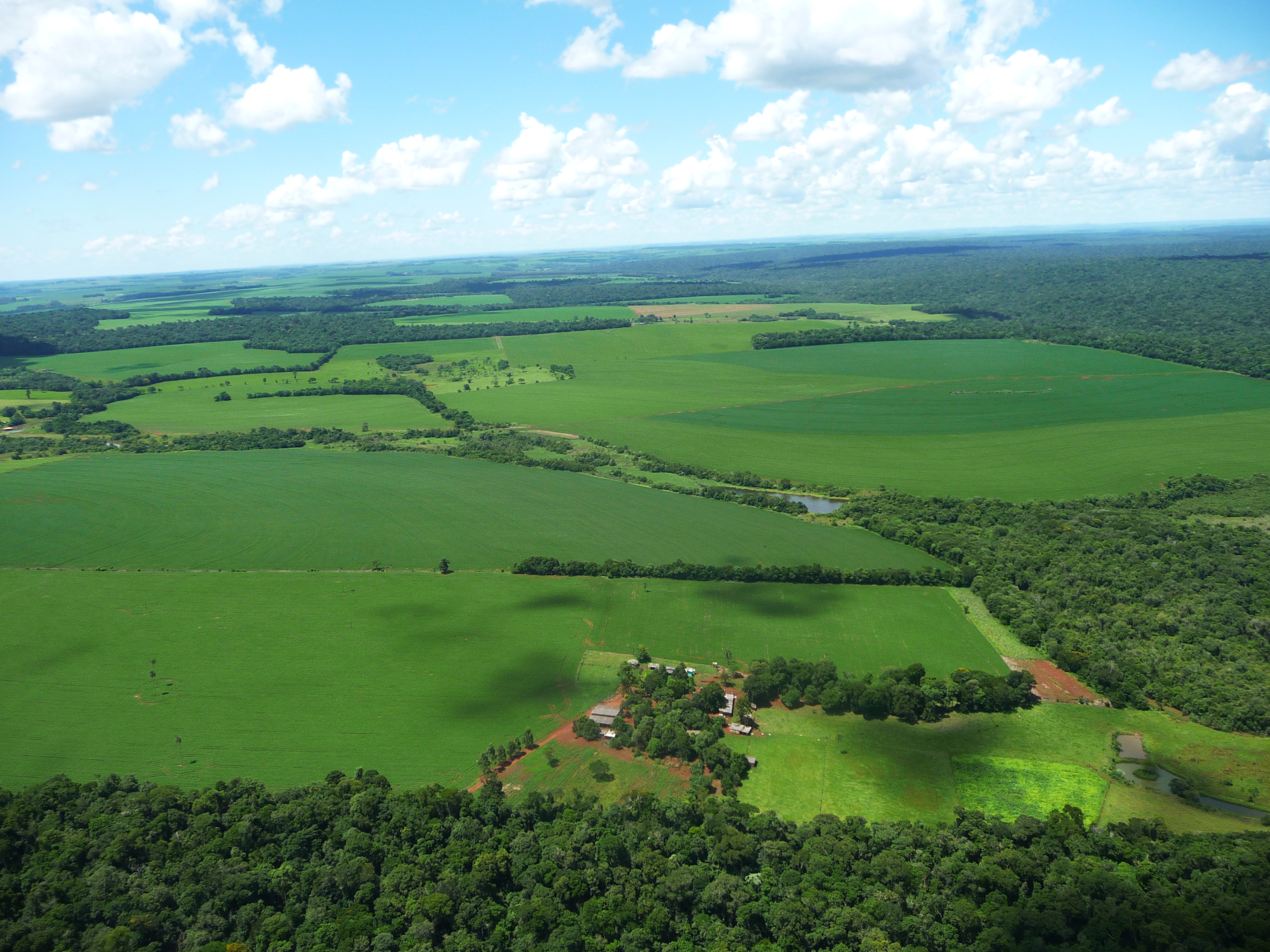
Área deforestada en Brasil

Entre el 2000 y el 2013, el Perú perdió un promedio de 113.056 hectáreas de bosque por año, lo que equivale a perder 17 campos de fútbol por hora.
En 2015, la deforestación ilegal de la Amazonía volvió a aumentar por primera vez en décadas. Esto se debió en gran medida a la demanda de los productores de productos que utilizan aceite de palma. A medida que aumenta la presión de estos productores, los agricultores brasileños limpian sus tierras para hacer más espacio para cultivos como el aceite de palma y la soja. Además, los estudios realizados por Greenpeace mostraron que 300 mil millones de toneladas de carbono, 40 veces las emisiones anuales de gases de efecto invernadero de los combustibles fósiles, se almacenan en los árboles. Además de la liberación de carbono asociada con la deforestación, la NASA ha estimado que si continúan los niveles de deforestación, los bosques restantes del mundo desaparecerán en unos 100 años. El gobierno brasileño es parte del programa REDD (Programa de las Naciones Unidas para la Reducción de las emisiones derivadas de la deforestación y la degradación forestal) para ayudar a prevenir la deforestación.
A partir de enero de 2019, el presidente de Brasil, Jair Bolsonaro, emitió una orden ejecutiva que permite al ministerio de agricultura regularizar las tierras tribales de la Amazonía, en perjuicio de los pueblos indígenas. Los ganaderos y las empresas mineras favorecen la decisión del presidente. Varios sectores económicos influyentes de Brasil presionan al gobierno para que apruebe el desarrollo productivo en los territorios tribales, que les permita generar más productos para exportar y aumentar el crecimiento económico. Diversas organizaciones criticaron la medida porque despojar a los pueblos indígenas las tierras tribales pondrá en peligro sus medios de subsistencia. La deforestación de la Amazonía lidera la aceleración del cambio climático.

## Causas

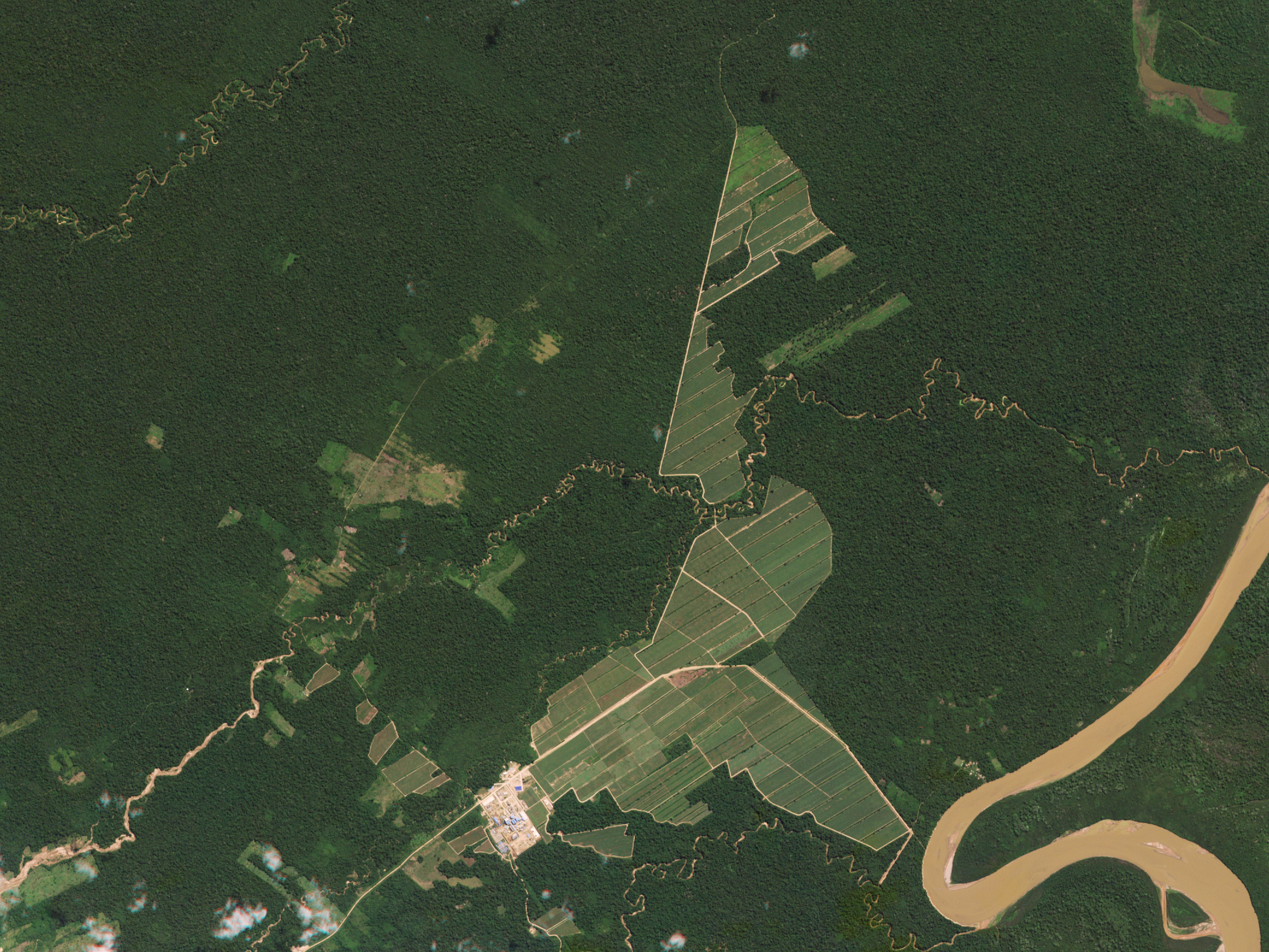
Imagen satelital de deforestación en la Amazonia boliviana

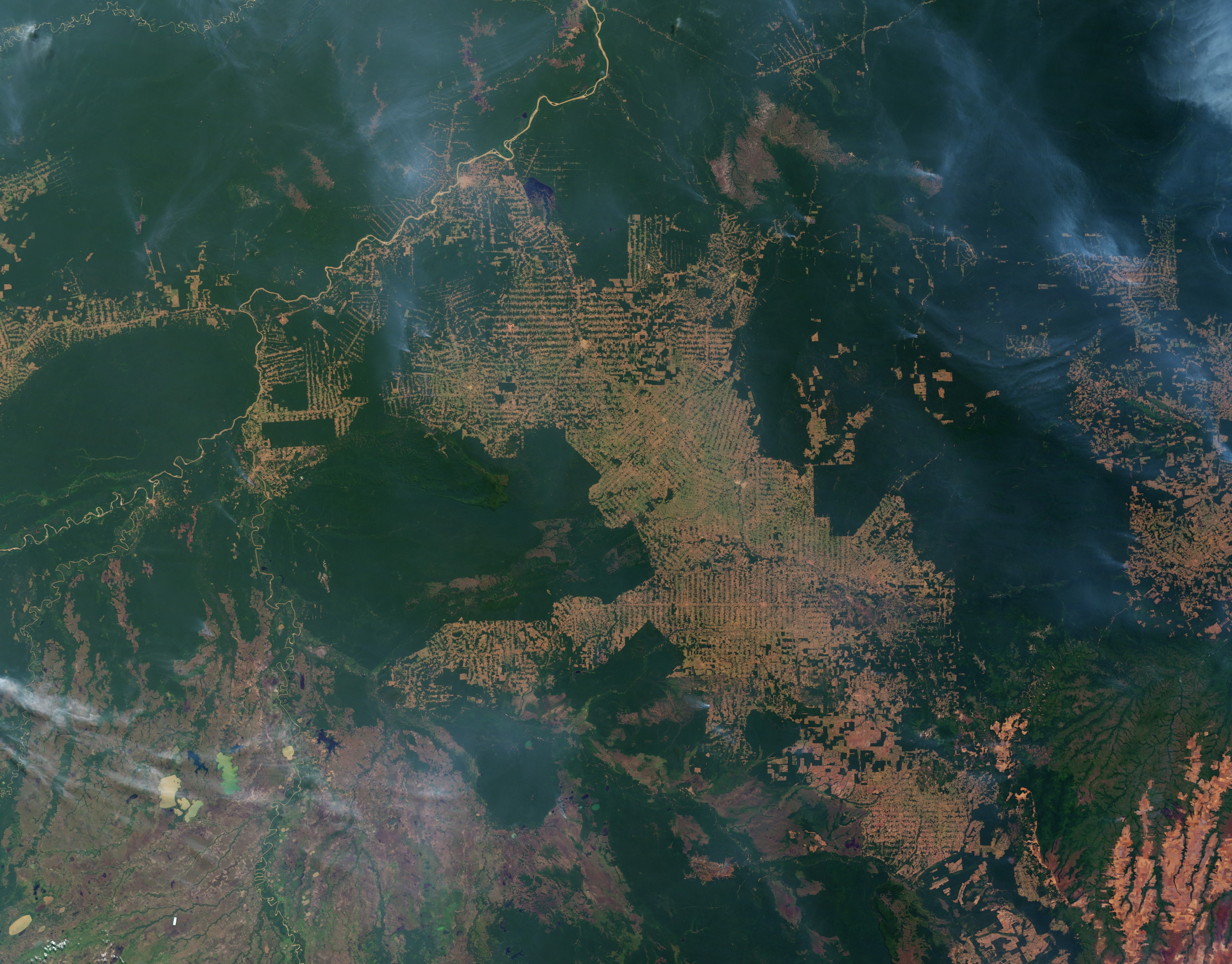
Incendios y deforestación en Rondônia

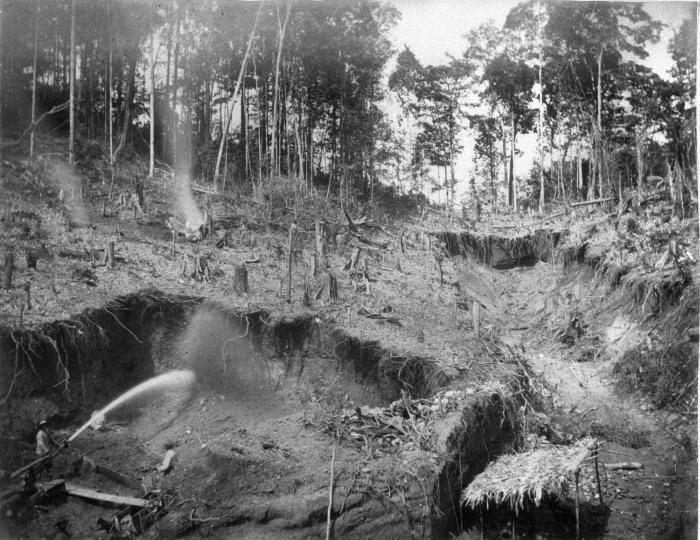
Incendios y deforestación en Suriname

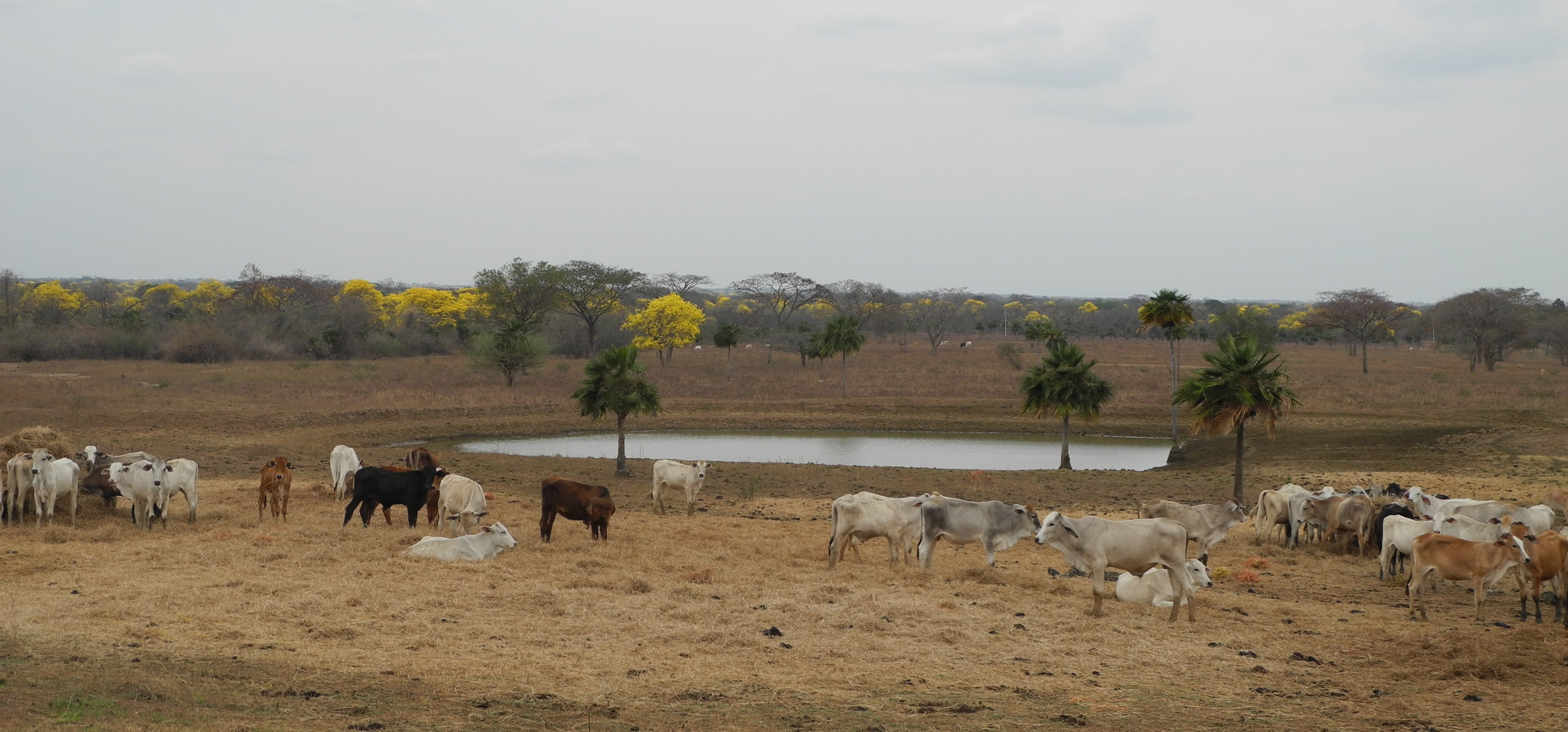
Deforestación de la Amazonia venezolana para la ganadería

La deforestación de la selva amazónica se puede atribuir a muchos factores diferentes a nivel local, nacional e internacional. La selva tropical es vista como un recurso para el pastoreo de ganado, maderas duras valiosas, espacio habitacional, espacio agrícola (especialmente para la soja), obras viales (como carreteras y caminos más pequeños), medicamentos y ganancias humanas. Los árboles generalmente se talan ilegalmente.
Un documento del Banco Mundial de 2004 y un informe de Greenpeace de 2009 encontraron que el sector ganadero en la Amazonía brasileña, respaldado por los comercios internacionales de carne y cuero, era responsable de aproximadamente el 80% de toda la deforestación en la región, o aproximadamente el 14% de la deforestación anual total del mundo, lo que la convierte en el mayor impulsor individual de deforestación del mundo. Según un informe de 2006 de la Organización de las Naciones Unidas para la Agricultura y la Alimentación, el 70% de las tierras anteriormente boscosas en la Amazonía, y el 91% de las tierras deforestadas desde 1970, se utilizan para pastoreo de ganado.
La deforestación adicional en la Amazonía ha resultado de la limpieza de tierras por parte de los agricultores para la agricultura de subsistencia a pequeña escala o para tierras de cultivo mecanizadas. Los científicos que usaron datos satelitales de la NASA encontraron en 2006 que la limpieza de tierras de cultivo mecanizadas se había convertido en una fuerza significativa en la deforestación de la Amazonía brasileña. Este cambio en el uso de la tierra puede alterar el clima de la región. Los investigadores encontraron que en 2004, un año pico de deforestación, más del 20% de los bosques del estado de Mato Grosso se convirtieron en tierras de cultivo. En 2005, los precios de la soja cayeron en más del 25% y algunas áreas de Mato Grosso mostraron una disminución en los grandes eventos de deforestación, lo que sugiere que el aumento y la caída de los precios de otros cultivos, carne y madera también pueden tener un impacto significativo en el uso futuro de la tierra en la región.
Hasta 2006, un importante impulsor de la pérdida de bosques en la Amazonía era el cultivo de soja, principalmente para la exportación y producción de biodiésel y alimento para animales; a medida que los precios de la soja han subido, los productores de soja empujaron hacia el norte a las zonas boscosas de la Amazonía. Sin embargo, un acuerdo del sector privado denominado Moratoria de la Soja ha ayudado a reducir drásticamente la deforestación vinculada a la producción de soja en la región. En 2006, varias de las principales empresas de comercio de productos básicos, como Cargill, acordaron no comprar soja producida en la Amazonía brasileña en áreas recientemente deforestadas. Antes de la moratoria, el 30% de la expansión del campo de soja se había producido a través de la deforestación, contribuyendo a tasas récord de deforestación. Después de ocho años de la moratoria, un estudio de 2015 descubrió que aunque el área de producción de soja había expandido otros 1.3 millones de hectáreas, solo alrededor del 1% de la nueva expansión de soja había sido a expensas del bosque. En respuesta a la moratoria, los agricultores decidieron plantar en tierras ya despejadas.
Las necesidades de los productores de soja se han utilizado para validar algunos proyectos de transporte controvertidos que se han desarrollado en la Amazonía. Las dos primeras autopistas, Belém-Brasilia (1958) y Cuiaba-Porto Velho (1968), fueron las únicas autopistas federales en la Amazonía Legal que fueron pavimentadas y transitables durante todo el año antes de fines de la década de 1990. Se dice que estas dos carreteras están "en el corazón del 'arco de deforestación'", que actualmente es el área focal de la deforestación en la Amazonía brasileña. La carretera Belém-Brasilia atrajo a casi dos millones de colonos en los primeros veinte años. El éxito de la carretera Belém-Brasilia en la apertura del bosque se volvió a presentar a medida que se continuaron desarrollando caminos pavimentados, desatando la propagación incontenible de los asentamientos. La finalización de los caminos fue seguida por una ola de reasentamientos. Estos colonos también tuvieron un efecto significativo en el bosque.
Una investigación de 2013 encontró que cuanto más selva tropical se registra en el Amazonas, menos precipitación alcanza el área y, por lo tanto, menor es el rendimiento por hectárea. Por lo tanto, para Brasil en su conjunto, no se puede obtener una ganancia económica mediante la tala y venta de árboles y el uso de la tierra talada con fines de pastoreo.
La combinación del calentamiento global y la deforestación hace que el clima regional sea más seco y se podría convertir gran parte de la selva tropical en una sabana. En 2018, Carlos Nobre publicó un artículo en la revista Science Advances en el que lanza la alerta que la Amazonía está acercándose a su punto de no retorno. Los cálculos sugieren que la deforestación ha acabado con el 17% de la vegetación de la selva amazónica y en el caso de llegar entre el 20% y el 25%, lo más probable es que «más del 50% de la selva amazónica derive a un paisaje degradado de baja biodiversidad, tipo sabana». Un informe de Amazon Watch de septiembre de 2016 concluye que las importaciones de petróleo crudo por parte de los Estados Unidos están impulsando la destrucción de la selva tropical en el Amazonas y liberando importantes gases de efecto invernadero.
El Acuerdo de Libre Comercio Unión Europea-Mercosur, que constituiría una de las áreas de libre comercio más grandes del mundo, ha sido denunciado por activistas ambientales y activistas por los derechos indígenas. El temor es que el acuerdo podría conducir a una mayor deforestación de la selva amazónica a medida que expande el acceso al mercado de la carne de res brasileña.
En agosto de 2019, el Amazonas experimentó un incendio forestal que duró meses. El incendio forestal se convirtió en otra razón importante para la deforestación desde el verano de 2019. El Amazonas se redujo en 519 millas cuadradas (1.345 kilómetros cuadrados) ese verano.
Bajo el gobierno de Jair Bolsonaro, algunas leyes ambientales se han debilitado y se ha reducido la financiación y el personal en las agencias gubernamentales clave y el despido de los jefes de los organismos estatales de la agencia. Se han registrado aumentos en la deforestación y posterior destrucción de la Amazonia.

## Tasas de pérdida

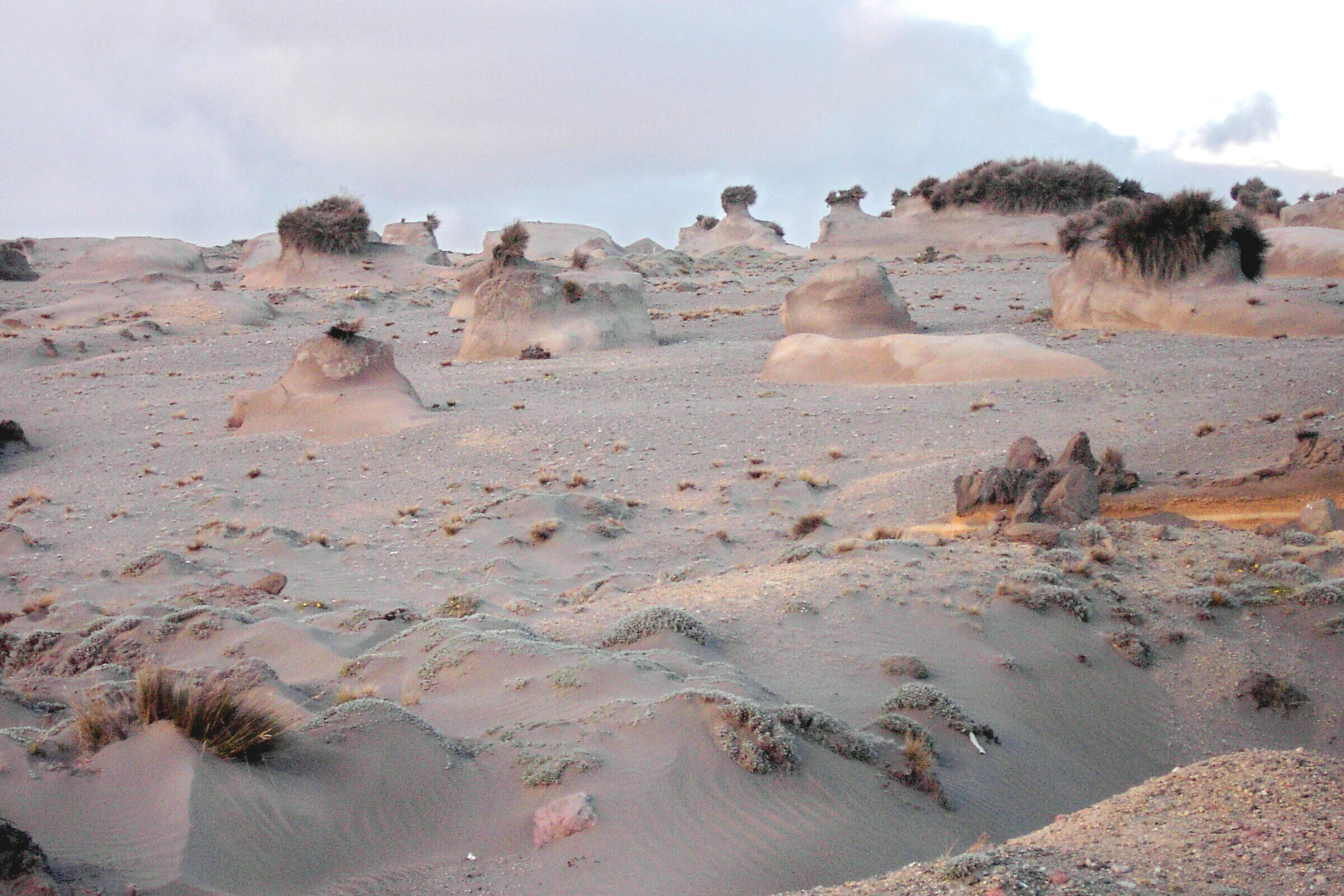
Erosión severa por la ganadería excesiva en la Amazonia ecuatoriana

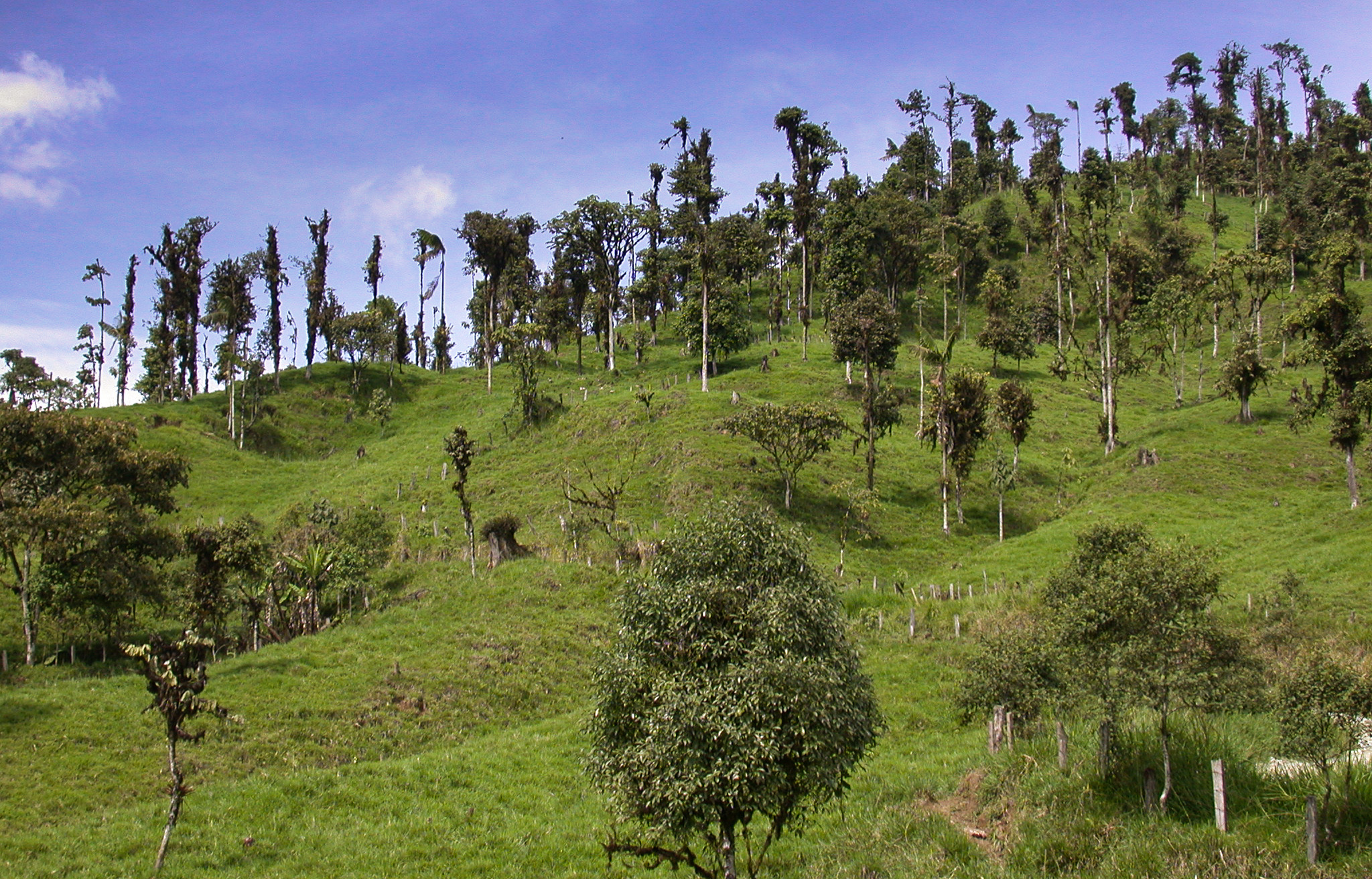
Deforestación por la ganadería en la Amazonia ecuatoriana

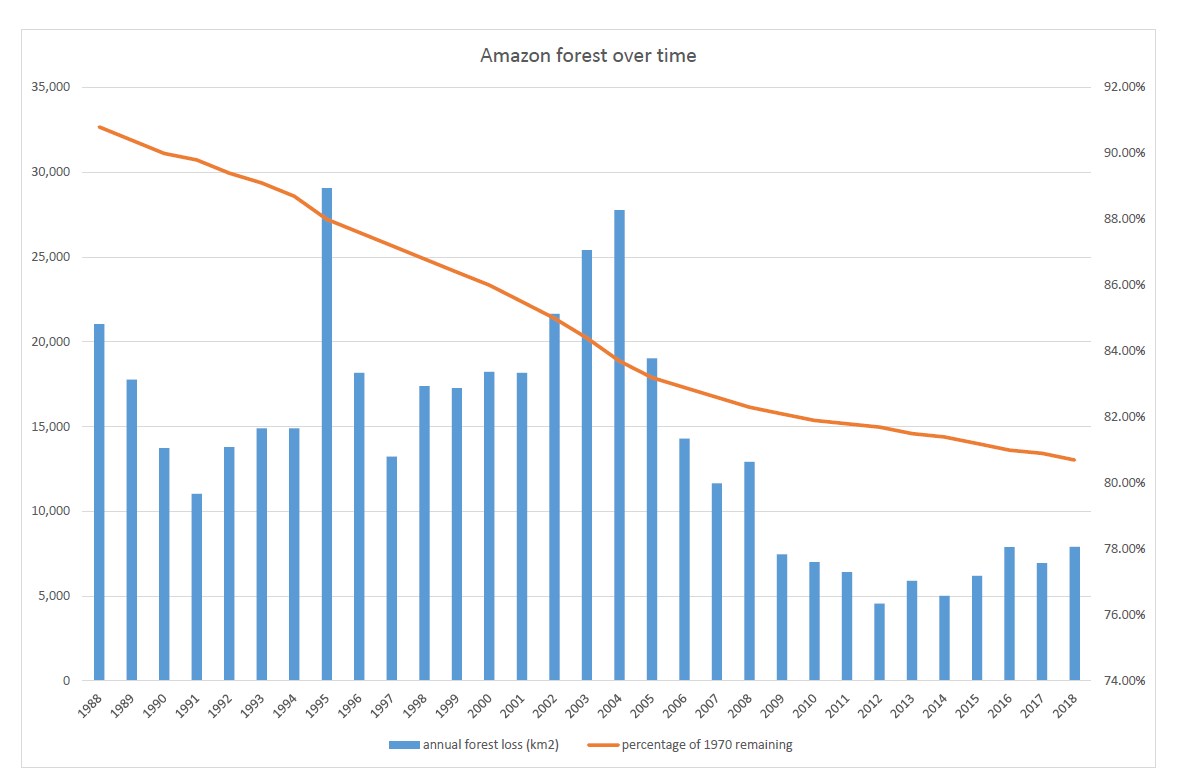
Gráfico que muestra la progresión de la deforestación del bosque del Amazonas

La tasa anual de deforestación en la región amazónica aumentó dramáticamente de 1991 a 2003. En los nueve años de 1991 a 2000, el área total de la selva amazónica despejada desde 1970 aumentó de 419 010 a 575 903 kilómetros cuadrados (161 779,9 a 222 356,4 mi²), comparable a la superficie terrestre de España, Madagascar o Manitoba. La mayor parte de este bosque perdido fue reemplazado por pasto para el ganado.
La deforestación de la selva amazónica continuó acelerándose a principios de la década de 2000, alcanzando una tasa anual de 27.423 km² de pérdida forestal en el año 2004. La tasa anual de pérdida de bosques generalmente se desaceleró entre 2004 y 2012, aunque las tasas de deforestación volvieron a aumentar en 2008, 2013 y 2015.
Hoy, la pérdida de la cubierta forestal restante parece estar acelerándose nuevamente. Entre agosto de 2017 y julio de 2018, 7900 kilómetros cuadrados (3050,2 mi²) fueron deforestadas en Brasil: un aumento del 13,7% respecto al año anterior y la mayor área despejada desde 2008. La deforestación en la selva amazónica brasileña aumentó más del 88% en junio de 2019 en comparación con el mismo mes en 2018, y se duplicó en enero de 2020 en comparación con el mismo mes en 2019.

En agosto de 2019, se reportaron 30.901 incendios forestales individuales, tres veces más que el año anterior. El número se redujo en un tercio en septiembre, y para el 7 de octubre el número se redujo a aproximadamente 10.000. Se dice que la deforestación es peor que la quema. Según la agencia satelital de Brasil, el Instituto Nacional de Investigación Espacial estima que al menos 7,747 km 2 de la selva amazónica brasileña ya se han despejado en lo que va del año, y se espera que el número aumente. 
| Período   | Cubierta forestal remanente estimada en la Amazonia brasileña (km²) | Pérdida anual del bosque (km²) | Porcentaje remanente de la cobertura forestal de 1970 | Pérdida total de la selva desde 1970 (km²) |
| --------- | ------------------------------------------------------------------- | ------------------------------ | ----------------------------------------------------- | ------------------------------------------ |
| Pre–1970  | 4.100.000                                                           | —                              | —                                                     | —                                          |
| 1977      | 3.955.870                                                           | 21.130                         | 96.5%                                                 | 144.130                                    |
| 1978–1987 | 3.744.570                                                           | 21.130                         | 91.3%                                                 | 355.430                                    |
| 1988      | 3.723.520                                                           | 21.050                         | 90.8%                                                 | 376.480                                    |
| 1989      | 3.705.750                                                           | 17.770                         | 90.4%                                                 | 394.250                                    |
| 1990      | 3.692.020                                                           | 13.730                         | 90.0%                                                 | 407.980                                    |
| 1991      | 3.680.990                                                           | 11.030                         | 89.8%                                                 | 419.010                                    |
| 1992      | 3.667.204                                                           | 13.786                         | 89.4%                                                 | 432.796                                    |
| 1993      | 3.652.308                                                           | 14.896                         | 89.1%                                                 | 447.692                                    |
| 1994      | 3.637.412                                                           | 14.896                         | 88.7%                                                 | 462.588                                    |
| 1995      | 3.608.353                                                           | 29.059                         | 88.0%                                                 | 491.647                                    |
| 1996      | 3.590.192                                                           | 18.161                         | 87.6%                                                 | 509.808                                    |
| 1997      | 3.576.965                                                           | 13.227                         | 87.2%                                                 | 523.035                                    |
| 1998      | 3.559.582                                                           | 17.383                         | 86.8%                                                 | 540.418                                    |
| 1999      | 3.542.323                                                           | 17.259                         | 86.4%                                                 | 557.677                                    |
| 2000      | 3.524.097                                                           | 18.226                         | 86.0%                                                 | 575.903                                    |
| 2001      | 3.505.932                                                           | 18.165                         | 85.5%                                                 | 594.068                                    |
| 2002      | 3.484.281                                                           | 21.651                         | 85.0%                                                 | 615.719                                    |
| 2003      | 3.458.885                                                           | 25.396                         | 84.4%                                                 | 641.115                                    |
| 2004      | 3.431.113                                                           | 27.772                         | 83.7%                                                 | 668.887                                    |
| 2005      | 3.412.099                                                           | 19.014                         | 83.2%                                                 | 687.901                                    |
| 2006      | 3.397.814                                                           | 14.285                         | 82.9%                                                 | 702.186                                    |
| 2007      | 3.386.163                                                           | 11.651                         | 82.6%                                                 | 713.837                                    |
| 2008      | 3.373.252                                                           | 12.911                         | 82.3%                                                 | 726.748                                    |
| 2009      | 3.365.788                                                           | 7.464                          | 82.1%                                                 | 734.212                                    |
| 2010      | 3.358.788                                                           | 7.000                          | 81.9%                                                 | 741.212                                    |
| 2011      | 3.352.370                                                           | 6.418                          | 81.8%                                                 | 747.630                                    |
| 2012      | 3.347.799                                                           | 4.571                          | 81.7%                                                 | 752.201                                    |
| 2013      | 3.341.908                                                           | 5.891                          | 81.5%                                                 | 758.092                                    |
| 2014      | 3.336.896                                                           | 5.012                          | 81.4%                                                 | 763.104                                    |
| 2015      | 3.330.689                                                           | 6.207                          | 81.2%                                                 | 769.311                                    |
| 2016      | 3.322.796                                                           | 7.893                          | 81.0%                                                 | 777.204                                    |
| 2017      | 3.315.849                                                           | 6.947                          | 80.9%                                                 | 784.151                                    |
| 2018      | 3.308.313                                                           | 7.536                          | 80.7%                                                 | 791.687                                    |
| 2019      | 3.298.551                                                           | 9.762                          | 80.5%                                                 | 801.449                                    |

 En Brasil, el Instituto Nacional de Pesquisas Espaciales (INPE, por sus siglas en inglés) produce anualmente cifras de deforestación. Sus estimaciones de deforestación se derivan de 100 a 220 imágenes tomadas durante la estación seca en el Amazonas por el satélite Landsat, y solo pueden considerar la pérdida de la selva amazónica, no la pérdida de campos naturales o sabanas dentro del bioma amazónico.

## Impacto

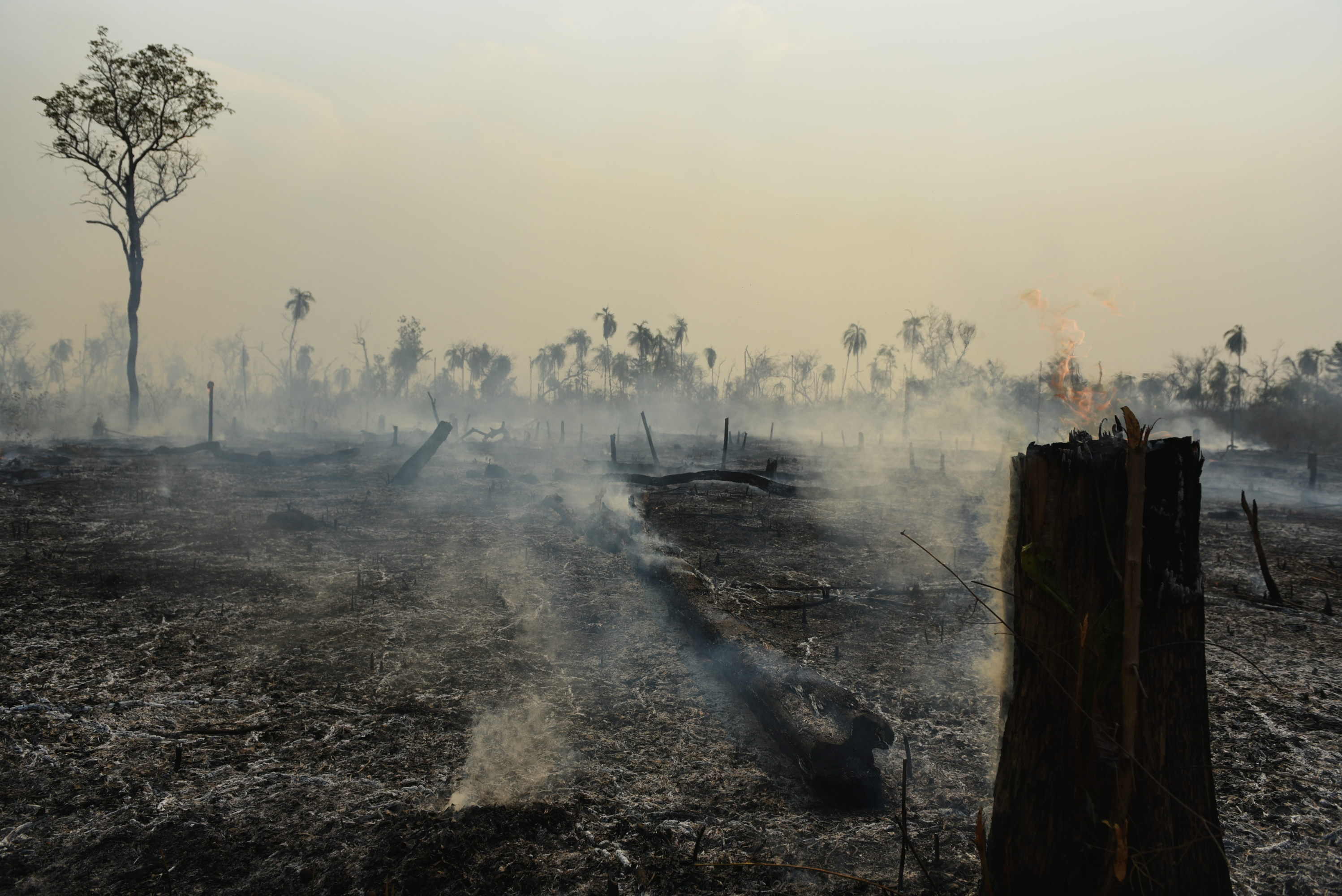
Incendio en la selva amazónica en territorio indígena de Brasil en 2017

La deforestación y la pérdida de biodiversidad han llevado a un alto riesgo de cambios irreversibles en los bosques tropicales de la Amazonía. Los estudios de modelación han sugerido que la deforestación puede estar llegando a un "punto de inflexión", después del cual se producirá una "savanización" o desertificación a gran escala del Amazonas, con consecuencias catastróficas para el clima mundial, debido a una reacción en cadena que profundizará el colapso de la biodiversidad y los ecosistemas de la región. La investigación sugiere que este punto de inflexión se alcanzará con una deforestación de aproximadamente 20-25% (por lo tanto, de 3% a 8% más que la deforestación de 17% ya alcanzada en 2018). Dado que se alcanzó el 17% de deforestación en un período de solo 50 años, la proximidad de ese "punto de no retorno" está muy cercana en el tiempo. Para retener la alta biodiversidad y reducir el impacto de la deforestación, la investigación que la cubierta forestal en la Amazonía debe permanecer en un umbral del 40%.

### Suministro de agua
La deforestación de la selva amazónica ha tenido un impacto negativo significativo en el suministro de agua dulce de Brasil, perjudicando, entre otros, a la industria agrícola que ha contribuido a la tala de los bosques. En 2005, partes de la cuenca del Amazonas experimentaron la peor sequía en más de un siglo. Esta sequía es el resultado de la combinación dos factores:
- La selva tropical proporciona gran parte de la lluvia en Brasil, incluso en áreas alejadas. La deforestación aumentó los impactos de las sequías de 2005, 2010 y 2015-2016.[66][67]
- La selva tropical, al inducir la lluvia y ayudar con el almacenamiento de agua, proporciona agua dulce a los ríos que dan agua a Brasil y otros países.[68][69]

### Temperatura local
En 2019, un grupo de científicos publicó una investigación que sugiere que en un escenario habitual de negocios ("business as usual"), la deforestación de la selva amazónica elevará la temperatura en Brasil en 1,45 grados. Los científicos escribieron: "El aumento de las temperaturas en lugares ya calurosos puede aumentar las tasas de mortalidad humana y la demanda de electricidad, reducir los rendimientos agrícolas y los recursos hídricos, y contribuir al colapso de la biodiversidad, particularmente en las regiones tropicales. Además, el calentamiento local puede causar cambios en la distribución de especies, incluso para especies involucradas en transmisiones de enfermedades infecciosas". Los autores del artículo dicen que la deforestación ya está causando un aumento de la temperatura.

### Pueblos indígenas

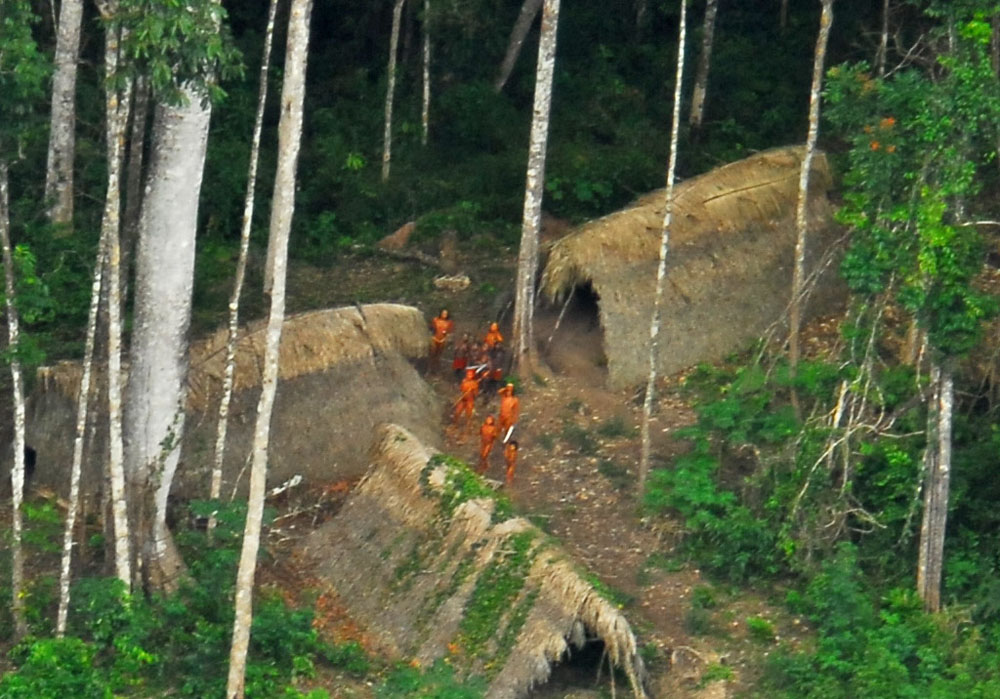
Miembros de una tribu no contactada encontrada en el estado brasileño de Acre en 2009

Más de un tercio de la selva amazónica pertenece a más de 4.466 territorios indígenas formalmente reconocidos. Hasta 2015, solo el 8% de la deforestación amazónica ocurría en bosques habitados por pueblos indígenas, mientras que el 88% ocurría en menos del 50% del área amazónica que no es territorio indígena ni área protegida. Históricamente, los medios de vida de los pueblos indígenas amazónicos han dependido del bosque para obtener alimentos, refugio, agua, fibra, combustible y medicinas. El bosque también está interconectado con su identidad y cosmología. Por esta razón, las tasas de deforestación son más bajas en los territorios indígenas, a pesar de las presiones que fomentan que la deforestación sea más fuerte.
Las tribus nativas del Amazonas a menudo han sido maltratadas durante la deforestación del Amazonas. Los madereros han matado a los nativos y han invadido sus tierras. Muchos pueblos no contactados han salido de las selvas para mezclarse con la sociedad en general después de las amenazas de extraños. Las personas no contactadas que hacen el primer contacto con extraños son susceptibles a enfermedades a las que tienen poca inmunidad. Las tribus se pueden diezmar fácilmente. [cita requerida]
Durante muchos años, ha habido una batalla para conquistar los territorios en los que viven los pueblos indígenas en la Amazonía, principalmente del gobierno brasileño. La demanda de esta tierra se originó en parte por el deseo de mejorar el estado económico de Brasil. Muchas personas, incluidos los ganaderos y los estafadores de tierras del sureste, han querido reclamar la tierra para su propio beneficio financiero. A principios de 2019, el nuevo presidente de Brasil, Jair Bolsonaro, ha emitido una orden ejecutiva que permite al ministerio de agricultura regular la tierra que habitan los miembros tribales en la Amazonía. Este acto esencialmente declara la guerra a los pueblos indígenas en la lucha por su territorio.
En el pasado, se permitía construir ubicaciones mineras en el territorio de un grupo tribal aislado llamado Yanomami. Debido a las condiciones a las que fueron sometidos estos pueblos indígenas, muchos de ellos desarrollaron problemas de salud, incluida la tuberculosis. Si su tierra se utiliza para un nuevo desarrollo, muchos de los grupos tribales se verán obligados a abandonar sus hogares y muchos pueden morir. Además del maltrato que reciben estas personas, se buscará deforestar el bosque y se les quitarán muchos de los recursos de los pueblos indígenas para la vida diaria.

## Pronósticos

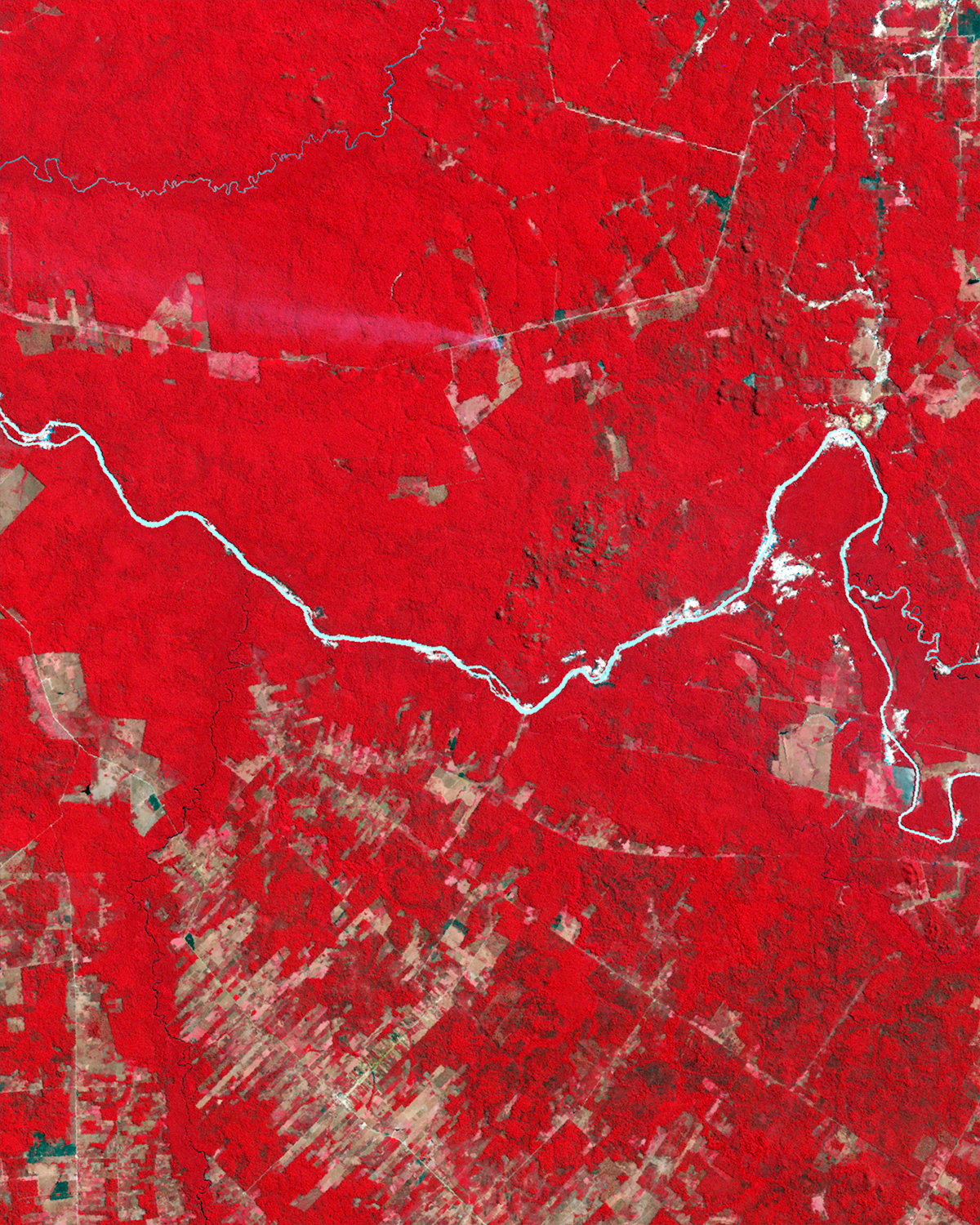
Mato Grosso, 1992

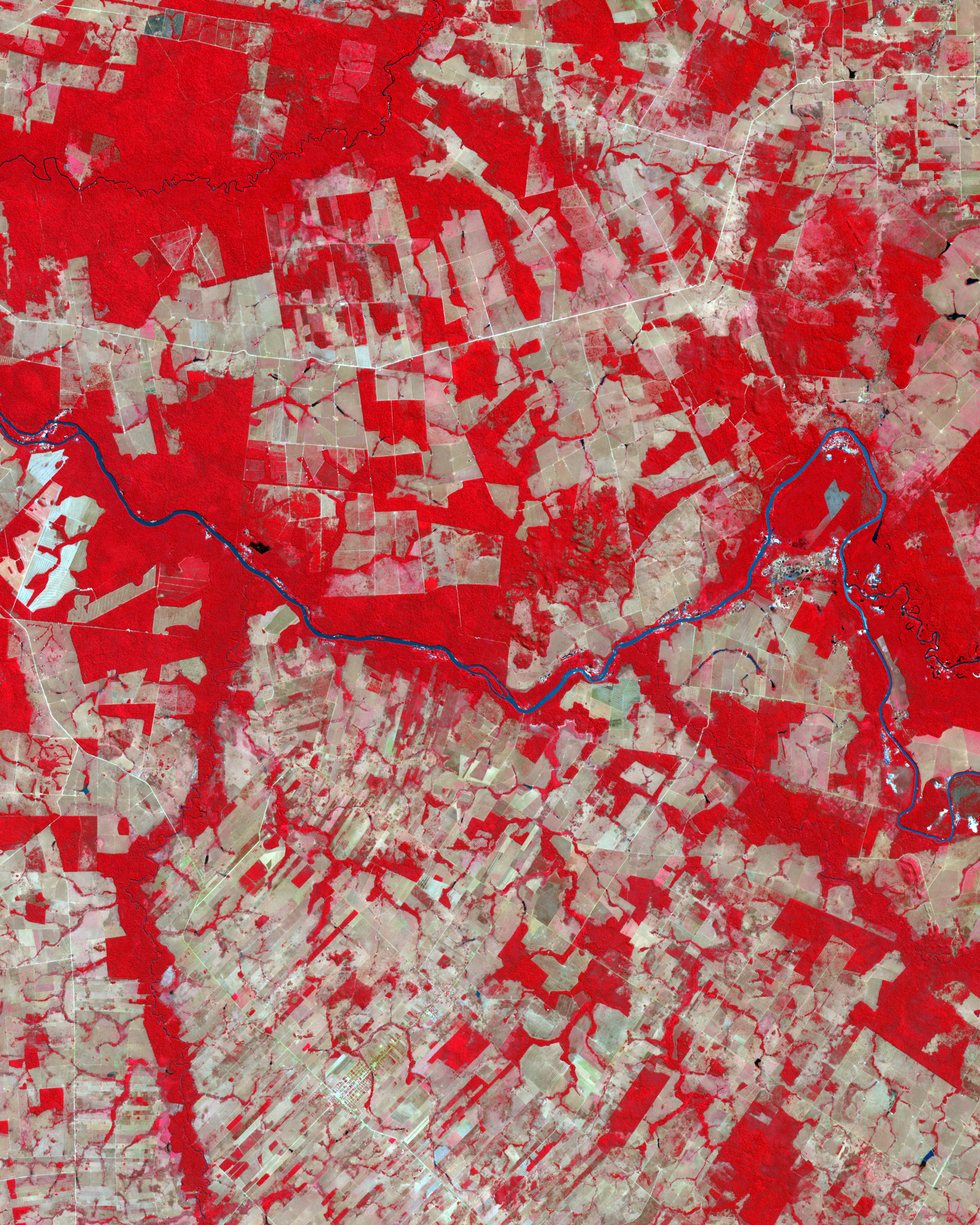
Mato Grosso, 2006

Utilizando las tasas de deforestación de 2005, se estimó que la selva amazónica se reduciría en un 40% en dos décadas. La tasa de deforestación se ha desacelerado desde principios de la década de 2000, pero el bosque ha seguido disminuyendo cada año, y el análisis de datos satelitales muestra un fuerte aumento de la deforestación desde 2018.
El primer ministro noruego, Jens Stoltenberg, anunció el 16 de septiembre de 2008 que el gobierno de Noruega donaría mil millones de dólares al nuevo fondo de la Amazonia. El dinero de este fondo se destinaría a proyectos destinados a frenar la deforestación de la selva amazónica.
En septiembre de 2015, la presidenta brasileña, Dilma Rousseff, dijo a las Naciones Unidas que Brasil había reducido efectivamente la tasa de deforestación en la Amazonía en un 82%. También anunció que en los próximos 15 años, Brasil tuvo como objetivo eliminar la deforestación ilegal, restaurar y reforestar 120 kilómetros cuadrados (46,3 mi²), y recuperar 150 kilómetros cuadrados (57,9 mi²) de pasturas degradadas.
En agosto de 2017, el presidente brasileño Michel Temer abolió una reserva natural amazónica del tamaño de Dinamarca en los estados de Pará y Amapá, en el norte de Brasil.
En abril de 2019, un tribunal en Ecuador detuvo las actividades de exploración petrolera en 1800 kilómetros cuadrados (695 mi²) de la selva amazónica.
En mayo de 2019, ocho exministros de medio ambiente en Brasil advirtieron: "Nos enfrentamos al riesgo de una deforestación desbocada en la Amazonía", ya que la destrucción de la selva aumentó en el primer año de la presidencia de Jair Bolsonaro. En septiembre de 2019, Carlos Nobre, experto en la Amazonía y el cambio climático, advirtió que a las tasas actuales de deforestación, tenemos entre 20 y 30 años sin llegar a un punto de inflexión que podría convertir grandes partes de la selva amazónica en una sabana seca, especialmente en el sur y norte de la Amazonía.
Bolsonaro ha rechazado los intentos de los políticos europeos de desafiarlo por la deforestación de la selva tropical, refiriéndose a esto como los asuntos internos de Brasil. Bolsonaro ha declarado que Brasil debería abrir más áreas a la minería, incluso en la Amazonía, y que ha hablado con el presidente de los Estados Unidos, Donald Trump, sobre un futuro programa de desarrollo conjunto para la región amazónica brasileña.
El ministro de Economía de Brasil, Paulo Guedes, ha declarado que cree que otros países deberían pagarle a Brasil por el oxígeno que se produce en Brasil y se usa en otros lugares.
A fines de agosto de 2019, después de una protesta internacional y una advertencia de los expertos de que los incendios pueden aumentar aún más, el gobierno brasileño de Jair Bolsonaro comenzó a tomar medidas para detener los incendios. Las medidas incluyen:
- Prohibición de 60 días para talar bosques con incendios.
- Envío de 44.000 soldados para combatir los incendios.
- Aceptar 4 aviones de Chile para combatir los incendios.
- Aceptar 12 millones de dólares de ayuda del gobierno del Reino Unido.
- Suavizar su posición sobre la ayuda del G7.
- Llamado a una conferencia en América Latina para preservar la Amazonía[88][89]